# Данфер-Рошро (станция метро)
Данфер-Рошро (фр. Denfert-Rochereau) — пересадочный узел линий 4 и 6 Парижского метрополитена, расположенный в XIV округе Парижа. Назван по одноимённой площади, получившей своё имя в честь французского военного деятеля Пьера Филиппа Данфера-Рошро. На станции установлены автоматические платформенные ворота.

## История
- Станция открылась 24 апреля 1906 года. Первым открылся зал, ныне входящий в состав линии 6 (на момент открытия он входил в состав бывшей линии 2 Юг, но затем, как и весь участок Шарль де Голль — Этуаль — Пляс д'Итали, дважды передавался из одной линии в другую, пока в 1942 году не вошёл в состав линии 6). 30 октября 1909 года открылся зал линии 4, в составе южного радиуса линии 4, который через несколько месяцев был объединён с северным центральным участком Шатле — Распай.
- Пассажиропоток пересадочного узла по входу в 2011 году, по данным RATP, составил 1 785 546 человек[2]. В 2013 году этот показатель вырос до 1 836 323 пассажиров (260 место по уровню входного пассажиропотока в Парижском метро)[3]

## Галерея

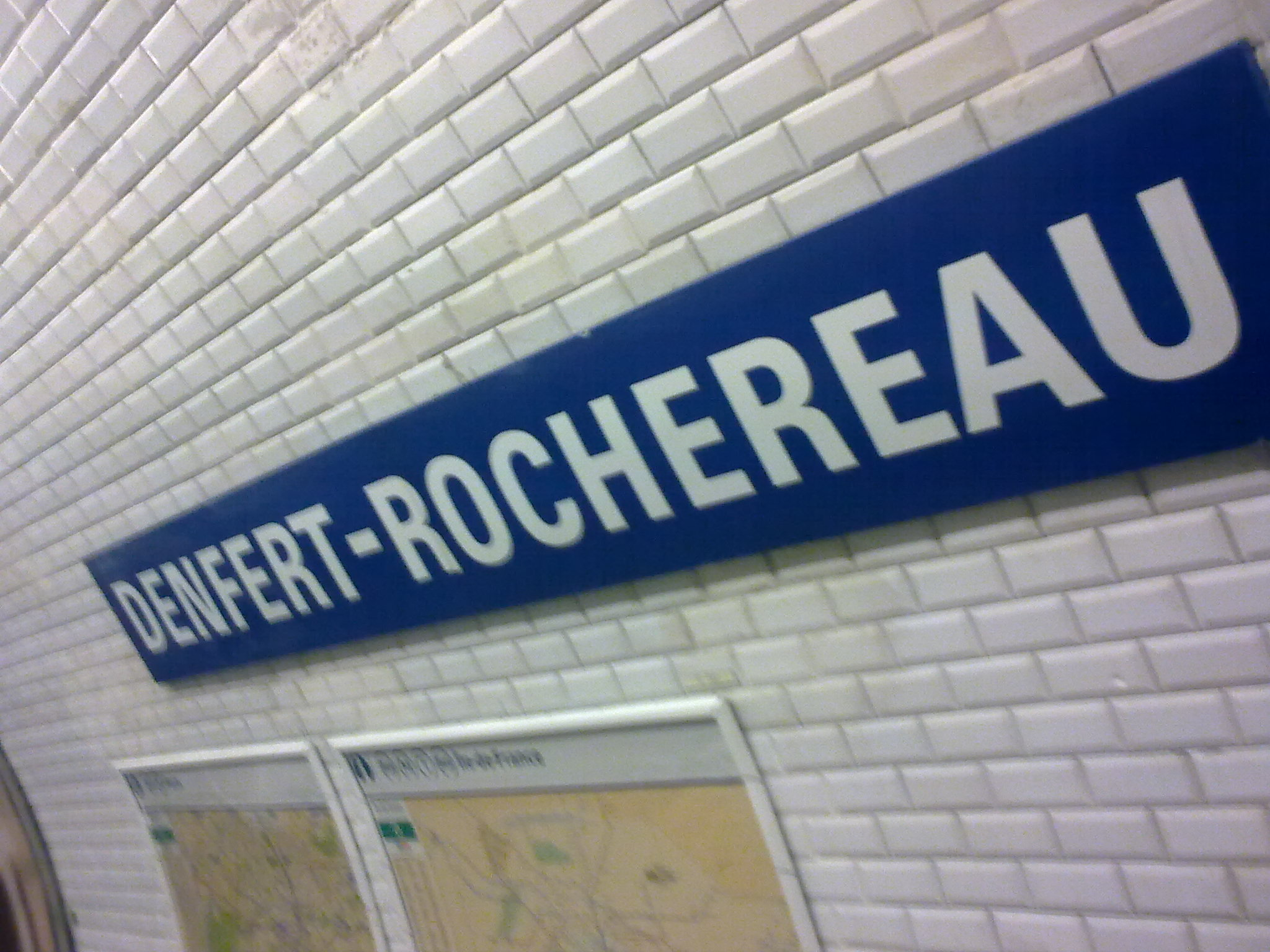
Вывеска с названием станции (зал линии 6).
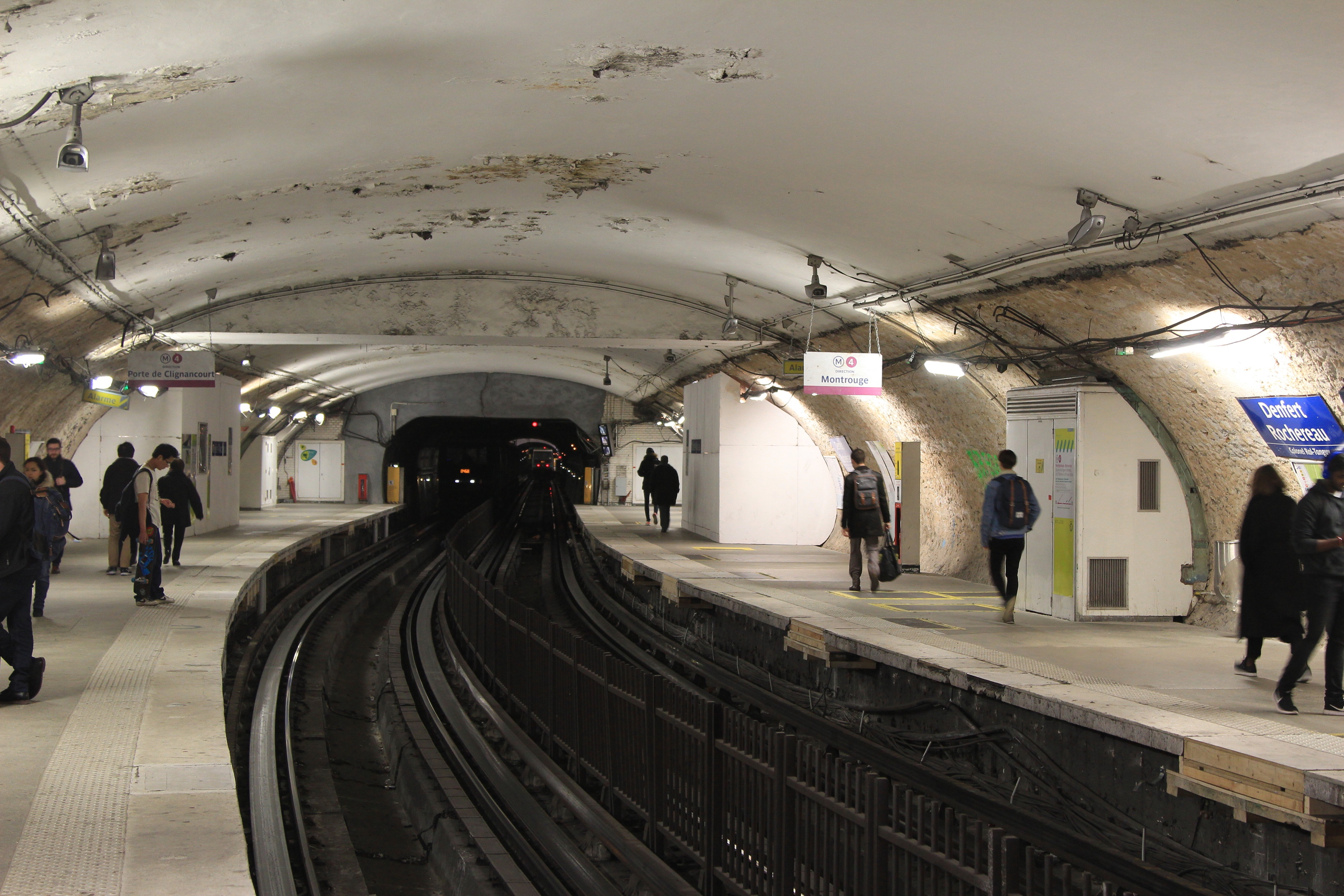
Зал линии 4
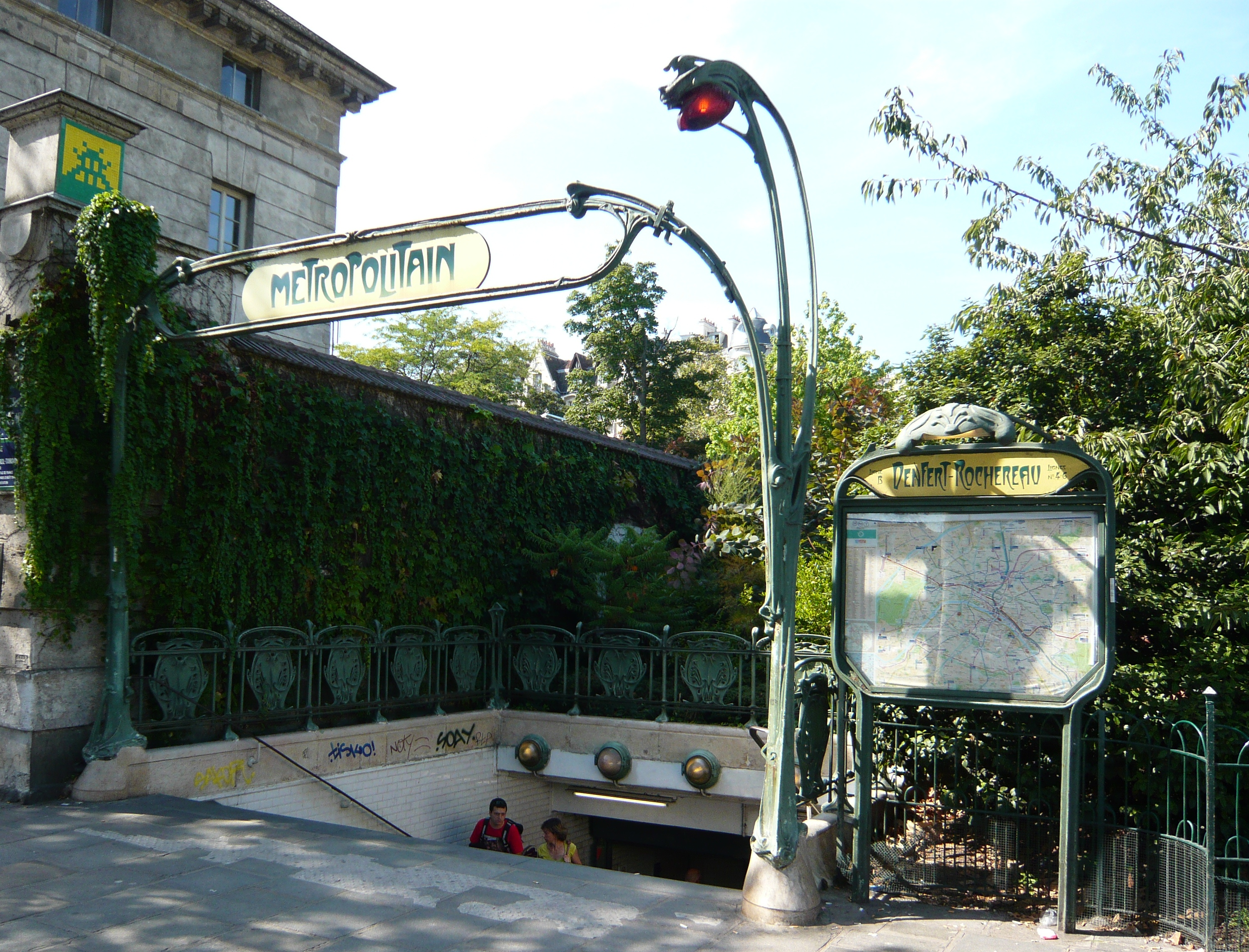
Вход на станцию
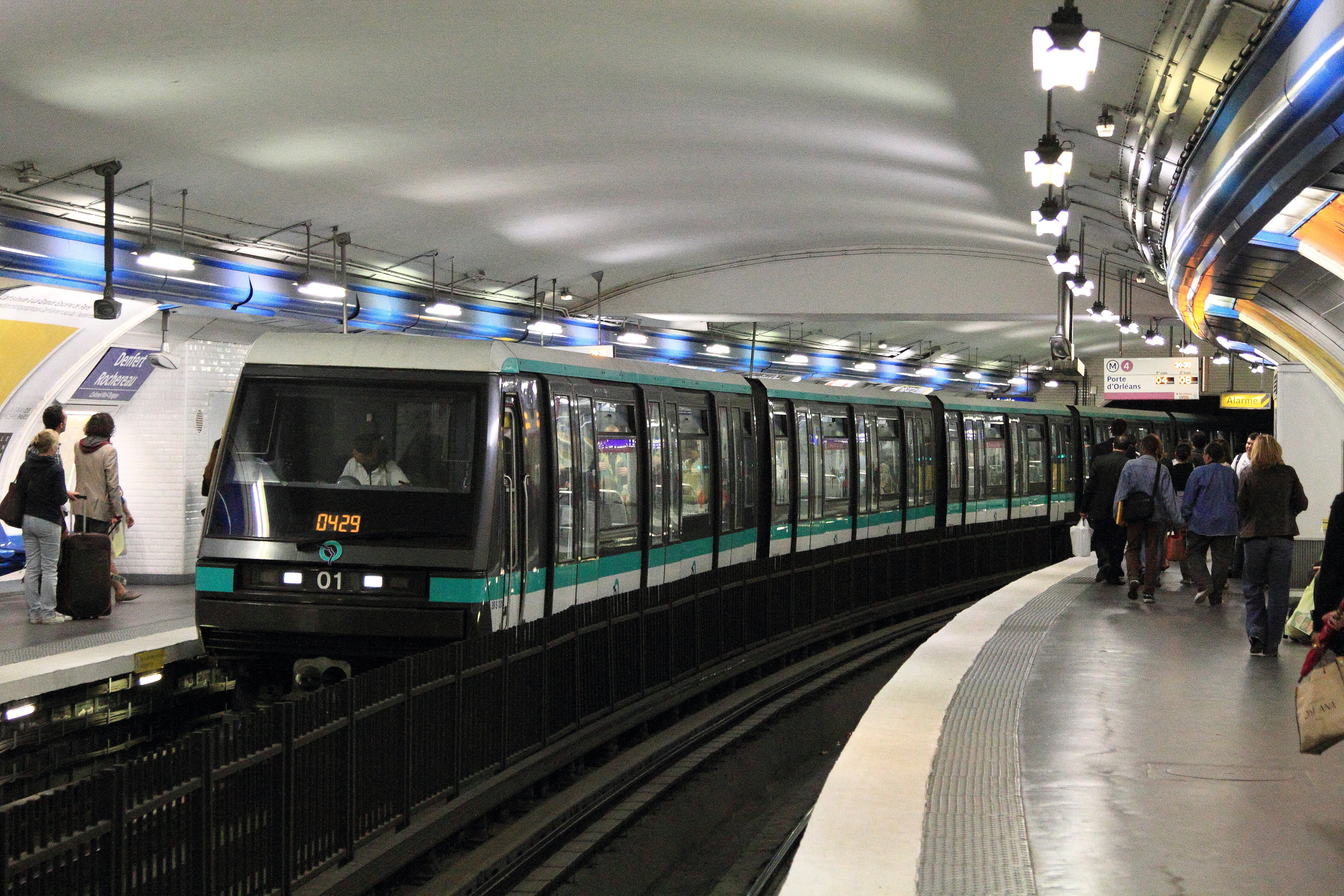
Прибытие поезда серии MP 89 CC